# Marie Braun
Marie Braun (n. 22 iunie 1911, Rotterdam, Țările de Jos – d. 23 iunie 1982, Gouda, Olanda de Sud, Țările de Jos) a fost o înotătoare olandeză, medaliată olimpică. A participat la două ediții ale Jocurilor Olimpice (1928, 1932) în care a câștigat o medalie de aur și o medalie de argint.